# Elecciones provinciales de Santa Fe de 1937
Las elecciones generales de la provincia de Santa Fe de 1937 tuvieron lugar el domingo 21 de febrero del mencionado año con el objetivo de restaurar las instituciones democráticas constitucionales y autónomas de la provincia después de la intervención federal realizada el 4 de octubre de 1935 por el presidente Agustín Pedro Justo contra el gobierno de Luciano Molinas. Los comicios tuvieron lugar en el marco de la llamada Década Infame, durante la cual el régimen conservador imperante en el país se imponía en los comicios nacionales y la mayoría de los provinciales por medio del fraude electoral abierto, al que denominaban "fraude patriótico". Debido a que la intervención había anulado todos los poderes de la provincia electos en 1931, se debía elegir al gobernador y al vicegobernador mediante un Colegio Electoral Provincial de 60 miembros, a los 41 escaños de la Cámara de Diputados, y a los 19 senadores departamentales, componiendo los poderes ejecutivo y legislativo de la provincia para el período 1937-1941. Fueron las séptimas elecciones provinciales santafesinas desde la instauración del sufragio secreto en el país.
Cuatro fórmulas se presentaron a la elección. Manuel María de Iriondo, de la Unión Cívica Radical de Santa Fe (UCR-SF) fue apoyado por la coalición gobernante a nivel nacional, siendo sus principales competidores Enrique Mosca, referente local de la Unión Cívica Radical (UCR), principal partido opositor del país; y Luis María Mattos, del Partido Demócrata Progresista (PDP), gobernante antes de la intervención. Waldino Maradona fue candidato del Partido Socialista (PS), sin que se le augurara un resultado muy alto. Aunque el radicalismo había mantenido una estrategia de boicot contra el régimen fraudulento hasta entonces, aceptó concurrir a los comicios.
En medio de acusaciones de fraude electoral masivo de parte de todos los candidatos opositores, Iriondo se impuso por arrollador margen en casi todos los departamentos, menos San Javier, donde triunfó Mosca por escaso margen. El Partido Demócrata Progresista vio muy reducidos sus apoyos debido a la manipulación de los votos y al retorno del radicalismo.
El 20 de marzo de 1937 el Colegio Electoral Provincial eligió a Manuel María de Iriondo y Rafael Araya con 58 votos.
Tras ser ratificado por el Colegio Electoral, el gobernador electo asumió sus funciones el 10 de abril de 1937, viéndose normalizada la situación de la provincia.

## Cargos a elegir
| Departamento     | A elegir  | A elegir  | A elegir  |
| Departamento     | Electores | Diputados | Senadores |
| ---------------- | --------- | --------- | --------- |
| Belgrano         | 2         | 1         | 1         |
| Caseros          | 3         | 2         | 1         |
| Castellanos      | 4         | 3         | 1         |
| Constitución     | 3         | 2         | 1         |
| Garay            | 2         | 1         | 1         |
| General López    | 3         | 2         | 1         |
| General Obligado | 2         | 1         | 1         |
| Iriondo          | 3         | 2         | 1         |
| La Capital       | 4         | 3         | 1         |
| Las Colonias     | 4         | 3         | 1         |
| Nueve de Julio   | 2         | 1         | 1         |
| Rosario          | 11        | 10        | 1         |
| San Cristóbal    | 2         | 1         | 1         |
| San Javier       | 2         | 1         | 1         |
| San Jerónimo     | 3         | 2         | 1         |
| San Justo        | 2         | 1         | 1         |
| San Lorenzo      | 3         | 2         | 1         |
| San Martín       | 3         | 2         | 1         |
| Vera             | 2         | 1         | 1         |
| Total            | 60        | 41        | 19        |

## Tabla de resultados
| Departamento     | Electores | Electores |
| Departamento     | UCR-SF    | UCR       |
| ---------------- | --------- | --------- |
| Belgrano         | 2         | —         |
| Caseros          | 3         | —         |
| Castellanos      | 4         | —         |
| Constitución     | 3         | —         |
| Garay            | 2         | —         |
| General López    | 3         | —         |
| General Obligado | 2         | —         |
| Iriondo          | 3         | —         |
| La Capital       | 4         | —         |
| Las Colonias     | 4         | —         |
| Nueve de Julio   | 2         | —         |
| Rosario          | 11        | —         |
| San Cristóbal    | 2         | —         |
| San Javier       | —         | 2         |
| San Jerónimo     | 3         | —         |
| San Justo        | 2         | —         |
| San Lorenzo      | 3         | —         |
| San Martín       | 3         | —         |
| Vera             | 2         | —         |
| Total            | 58        | 2         |